# Baratti

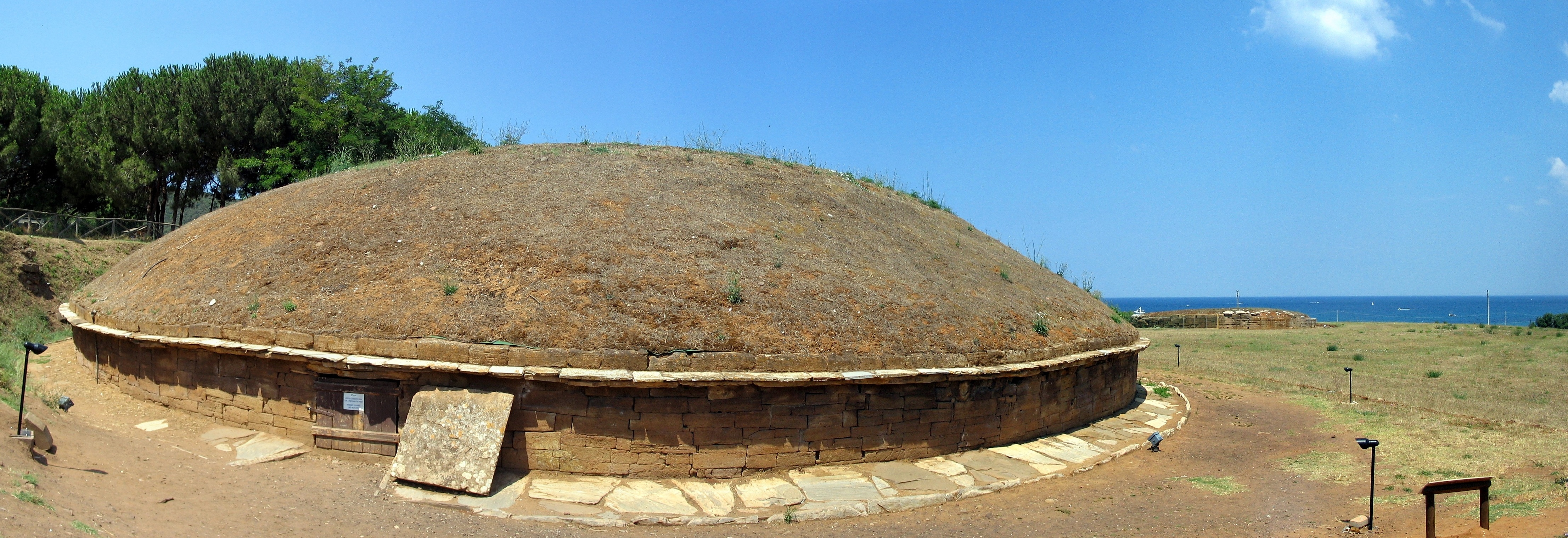
Tumulus des Carri du parc des nécropoles de Populonia avec en arrière-plan, le golfe de Baratti.

Baratti est une frazione de la commune de Piombino dans la  province de Livourne en Toscane.

## Histoire
Comme Populonia, Baratti a aussi des origines étrusques. À proximité de l'habitat se trouvent plusieurs tumuli et autres tombes témoignant de la présence étrusque.
L'activité principale exercée sur le site, lors de la période étrusque et par la suite sous celle romaine, a été celle d'escale portuaire de  Populonia, principalement pour le minerai de fer en provenance de l'île d'Elbe et des produits métallifères finis dans la zone. 
Le cumul des déchets découlant du travail du fer avait entièrement recouvert la zone de Baratti côtoyant le littoral (par endroits sur plus de 7 mètres). Si sa ré-exploitation des années 1920 à 1956  en a détruit une grande partie, cela a permis de découvrir certains des vestiges du patrimoine archéologique jusqu'aux dernières années du XIXe siècle quand les premières recherches archéologiques eurent lieu.
En 1968 au large du golfe a été retrouvée une amphore d'argent du IVe siècle provenant d'Antioche et perdue lors d'un naufrage et rebaptisée Amphore de Baratti, et conservée au Museo archeologico del territorio di Populonia à Piombino.

## Géographie

### Golfe de Baratti
Le petit golfe est une crique à cheval entre la mer Ligure et la mer Tyrrhénienne au nord de la péninsule qui constitue une grande partie du territoire de Piombino ; il se situe entre le promontoire de Populonia et Torraccia, une frazione de la commune de San Vincenzo.

### Position
Baratti est situé sur la côte tyrrhénienne sur les pentes de Populonia, d'où il est éloigné de 1,5 km. Il se trouve à 12 km de Piombino, 15 km de San Vincenzo, et environ 80 km de Livourne (nord) et de Grosseto (sud).

## Lieux d'intérêt
Baratti est inclus dans le parc archéologique de Baratti et Populonia, un des plus importants parcs du  Val di Cornia. 
La zone constitue un attrait pour le tourisme archéologique par la présence de nombreuses fouilles sur les sites étrusques et par la présence de Populonia et de ses nécropoles dont l'accès par voie routière longe la côte allant à Baratti.
Près du port de Baratti se trouve la  tour de Baratti, un édifice du XVe siècle et, plus au nord longeant le golfe, la chapelle San Cerbone.
Dans ses environs se trouve la Casa Saldarini, un témoignage de l'architecture contemporaine, construite dans les  années 1960.

## Sources
- (it) Cet article est partiellement ou en totalité issu de l’article de Wikipédia en italien intitulé « Baratti (Piombino) » (voir la liste des auteurs).